# 祝一平
祝 一平（いわい いっぺい、本名：三上之彦、生年月日不詳 - 1999年4月2日）は、満開製作所の創業者で、それ以前からテクニカルライター（テクニカルアドバイザー）やコラムニストとして活躍していた。ペンネームは、祝というリンゴをイッパ（ペ）イ食べたい、に由来する。

## 来歴
日本ソフトバンク出版事業部（現・SBクリエイティブ）の雑誌『Oh!X』およびその前身の『Oh!MZ』（1982年創刊）でテクニカルライターとして活躍。『Oh!MZ』時代は、当初は山本 寛（やまもと ひろし）というペンネームで、「シャープに爆弾を仕掛ける会」を連載。祝一平に改名し「試験に出るX1」を連載した。『Oh!X』では「皿までど～ぞ」、「人類タコ科図鑑」、「C調言語講座PRO-68K」を連載した。連載の他に単発記事やゲームのレビューなどもあった。特にシャープのX1シリーズ、X68000シリーズに関する寄稿が多い。パソコンとは直接関係のないエッセイの寄稿も行っていた。
1986年、『満開2号』というオリジナル設計のパソコンを開発するという目的で、有限会社満開製作所を創立（後に株式会社に改組）。
1988年、フロッピーディスクを媒体とした雑誌『月刊電脳倶楽部』（X68000シリーズ用）を創刊。X68000のサードパーティーとしてX68000文化を支えた。電子メディアとしての電脳倶楽部、及び、電脳倶楽部で採用されていたドキュメントブラウザシェルLOOKは多くのフォロワーを生み、それまで紙媒体中心だったパソコンサークルにディスクマガジンという新たなコミュニケーション形態をもたらし、X68000独自のディスクマガジンサークル文化の隆盛につながった。
1993年、新機種X68030登場の際に『Oh!X』に寄稿している。1990年代中盤頃よりライターとしての活動は減り、電脳倶楽部の「変酋長の小屋」という日記風のエッセイのみとなった。
1998年には病気療養を理由に満開製作所の社長を辞任。
1999年4月2日に逝去。死因は明らかにされていない。遺稿は『Oh!X 1999春号』に掲載された「拡張電脳学入門講座 清く正しく21世紀」。

## 人物
- 「質実剛健」「その筋」「あやしい」などといった言葉を多用したユーモアを交えた独特な文章は、読者に多大な影響を与えている。
- 「Oh!MZ」1985年4月号に掲載された『皿までどーぞ』最終回の中で、銭湯の熱い湯船が苦手で「猫舌ならぬ猫肌である」と述懐している。
- 自分のことが「先生」と呼ばれることを嫌っていた。「Oh!MZ」1985年11月号に「わしゃーせんせーとよばれるのがでーきれーなんでいっ!」という記述がある。
- TRONプロジェクトに対して疑問を呈していた。確認できるのは、ディスクマガジン『電脳倶楽部』誌において[1]。Oh!X連載「人類タコ科図鑑」の第4回においても怪しい怪しいと連呼しているが、具体的な批判の指摘はない。
- 高水準言語と低水準言語の中間ともされるC言語を「高級アッセンプラ」と書いていた。
- 「試験に出るX1」での記事末尾の定番フレーズは「私は誰の挑戦でも受ける!」であった。[2]
- 初代iMacを発表直後から高く評価していた。

## 著書
『試験に出るX1』 日本ソフトバンク、1987年12月発行。ISBN 4-930795-88-5
『Oh!MZ』の連載記事を343ページにまとめた、X1シリーズのハードウェア制御に関する解説本である。冒頭でX1のI/Oマップ（メモリマップドI/O）の解説に20ページを費やしており、メーカーが公開していない機械情報を掲載したという点で当時としては大きな価値があった。ただし連載当時にあったグラフィックに関する記事（例えばLINEやPAINTのアルゴリズム等）はページ数の関係で除外されている。
本書が発行された頃にはパソコンの8ビット機から16ビット機への本格的な移行が始まっており、X1シリーズも1988年12月発売の機種が最後になる。それにもかかわらず1988年3月15日には早くも第3刷が発行された。

## 注
1. ↑  電脳倶楽部上ではBTRONについて述べていた。初出はvol.10（1989年3月号）変酋長の小屋。
2. ↑  当時の他の漫画など（その一例として『究極超人あ～る』の鳥坂など）にも見られるが、アントニオ猪木、或いは『1・2の三四郎』の影響と思われる。大元を辿るならば、格闘技などのチャンピオンシップにおけるチャンピオンの義務規定である。